# عبد الله الثامر
عبد الله الثامر مولود في الأحساء، السعودية، هو لاعب كرة قدم سعودي يلعب كلاعب وسط لعب سابقاً في نادي هجر.